# Rasmus Rydén
Rasmus Rydén, född 23 mars 1983 i Växjö, är en svensk före detta fotbollsmålvakt.
Rydén började sin seniorkarriär i Falkenbergs FF. De erbjöd honom fortsatt kontrakt och därmed också fortsatt spel i Superettan, men trots detta valde Rydén att skriva på för Östers IF och flytta hem till Växjö igen. 2008 vaktade Rydén målet för ÖIF i 655 minuter. Mellan 2012 och 2013 spelade han i Halmstads BK och 2014 spelade han för Falkenbergs FF.
Inför säsongen 2015 återvände Rydén till Östers IF, där han skrev på ett tvåårskontrakt. Inför säsongen 2017 förlängde han sitt kontrakt med ett år och tog samtidigt över rollen som målvaktstränare i klubben. Efter säsongen 2017 förlängde han kontraktet som målvaktstränare men avslutade samtidigt sin spelarkarriär.